# قائمة ابرشيات الروم الارثوذكس في مصر وإفريقيا
بابا وبطريرك الإسكندرية وسائر أفريقيا للروم الأرثوذكس البابا ثيودروس الثاني، هوالمسؤل عن ابرشيات الروم الارثوذكس في مصر وأفريقيا.

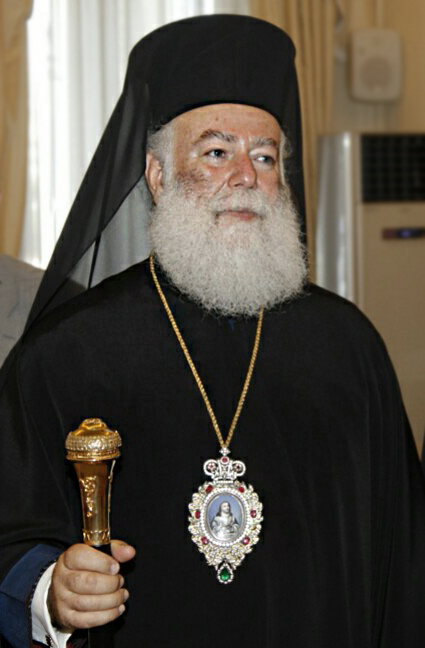
البابا ثيودروس الثاني

## قائمة أبرشيات الروم الارثوذكس في مصر
ابرشيات الروم الارثوذكس في مصر
- الأبرشية البطريركية - البابا ثيودروس الثاني.
- مطرانية طنطا وتوابعها - المتروبوليت نيقولا أنطونيو، مطران طنطا وتوابعها (إرموبوليوس) والوكيل البطريركي للأرثوذكس المصريين والمتحدث الرسمي للبطريركية
- مطرانية بورسعيد ومطرانية الاسماعيلية - مطران بورسعيد وتوابعها (بيلوسِيُو) ورئيس دير مارجرجس بمصر القديمة والمشرف على مطرانية الإسماعلية وتوابعها (ليوندوبوليوس)
- مطرانية مصر الجديدة وتوابعها - المتروبوليت نيقوديموس، مطران مصر الجديدة وتوابعها (ممفيس) والوكيل البطريركي بالقاهرة
- مطرانية شمال الدلتا - المتروبوليت ناركيسوس، مطران نفكراتوس (شمال الدلتا) والوكيل البطريركي في الإسكندرية
- أسقفية دمياط - الأسقف جرمانوس، أسقف تامياثيوس (دمياط) ورئيس دير القديس سابا البطريركي بالإسكندرية

## قائمة كنائس الروم الارثوذكس في مصر
كنائس الروم الارثوذكس في مصر

### القاهرة
- كنيسة القديس جورج في القاهرة
- كنيسة القديس نيقولاوس بمصر الجديدة
- كنيسة القديس إسبريدون في حلوان
- كنيسة رؤساء الملائكة - الظاهر
- كنيسة القديس قسطنطين والقديسة هيلانة بالقاهرة

### الأسكندرية
- كاتدرائية دير القديس سابا، المقر البطريركي الإسكندرية[3]
- كنيسة بشارة العذراء مريم، المنشية الإسكندرية
- كنيسة رقاد العذراء بالإسكندرية
- كنيسة القديس أنطونيوس الكبير الشاطبي – الإسكندرية
- كنيسة القديسين كيروس ويوحنا - أبو قير (الأسكندرية) [4]

### محافظات أخري
- كنيسة القديسين جاورجيوس ونيقولاوس للروم الارثوذكس بدمياط
- كنيسة القديس جيورجيوس بطنطا
- كنيسة دخول السيد المسيح إلى الهيكل بطنطا
- كنيسة القديس نيقولاس للروم الأرثوذكس ببور سعيد
- كنيسة القديس نيقولاوس بالمنصورة

## قائمة أبرشيات الروم الارثوذكس في أفريقيا
قائمة أبرشيات الروم الارثوذكس في أفريقيا   

### نيجريا
- أبرشية نيجريا

### توجو
- أبرشية توجو

### أوغندا
- أبرشية أوغندا

### كينيا
- أبرشية كينيا
- أبرشية كيزيمو وغرب كينيا

### تنزانيا
- أبرشية موانزا - تنزانيا

### جنوب أفريقيا
- أبرشية كيب تاون - جنوب أفريقيا

### زيمبابوي
- أبرشية زيمبابوي وانجولا

### الكاميرون
- أبرشية الكاميرون [8]

### الكونغو
- أبرشية الكونغو والبرازافيل

### مدغشقر
- أبرشية مدغشقر